# Betty Schade
Betty Schade (Bremerhaven, 27 marzo 1895 – Los Angeles, 27 marzo 1982) è stata un'attrice tedesca naturalizzata statunitense.
Nata in Germania, era sposata con l'attore Fritz Schade. La coppia si trasferì in California nel 1912, entrando a far parte della compagnia di Mack Sennett. Più tardi, tutti e due furono messi sotto contratto dall'Universal Pictures di Carl Laemmle.

## Filmografia
- Stray Bullets - cortometraggio (1911)
- Her Hour of Triumph, regia di Archer MacMackin - cortometraggio (1912)
- The Jealous Waiter, regia di Mack Sennett - cortometraggio (1913)
- Her Birthday Present, regia di Mack Sennett, Henry Lehrman - cortometraggio 1913
- Heinze's Resurrection, regia di Mack Sennett - cortometraggio (1913)
- A Doctored Affair, regia di Mack Sennett - cortometraggio (1913)
- Love and Pain, regia di Henry Lehrman - cortometraggio (1913)
- Jenny's Pearls, regia di Mack Sennett - cortometraggio (1913)
- The Darktown Belle, regia di Henry Lehrman - cortometraggio (1913)
- The Lonely Heart, regia di Fred Huntley - cortometraggio (1913)
- Bumps and Willie, regia di Fred Huntley - cortometraggio (1913)
- A Cure for Carelessness, regia di Fred Huntley - cortometraggio (1913)
- An Arrowhead Romance, regia di Otis Turner - cortometraggio (1914)
- The Cycle of Adversity, regia di Otis Turner - cortometraggio (1914)
- Michael Arnold and Doctor Lynn, regia di Robert Z. Leonard  (1914)
- The Mud Bath Elopement, regia di Robert Z. Leonard - cortometraggio (1914)
- Lost by a Hair, regia di Phillips Smalley, Lois Weber - cortometraggio (1914)
- Out of the Depths (film 1914 Julian), regia di Rupert Julian - cortometraggio (1914)
- The Opened Shutters, regia di Otis Turner (1914)
- His Night Out, regia di Allen Curtis - cortometraggio (1914)
- Lights and Shadows, regia di Joseph De Grasse - cortometraggio (1914)
- The Magic Mirror, regia di Allen Curtis - cortometraggio (1915)
- After Five, regia di Oscar Apfel e Cecil B. DeMille (1915)
- The Dumb Girl of Portici, regia di Phillips Smalley e Lois Weber (1916)
- A Recoiling Vengeance, regia di Norval MacGregor (1916)
- A Beast of Society, regia di Travers Vale (1916)
- The Winning of Miss Construe, regia di David Kirkland, Robert Z. Leonard - cortometraggio (1916)
- The Man from Bitter Roots, regia di Oscar C. Apfel (1916)
- They Wouldn't Take Him Seriously, regia di William Worthington (1916)
- The Love Girl, regia di Robert Z. Leonard (1916)
- A Son of Neptune, regia di William V. Mong - cortometraggio (1916)
- Poisoned Lips, regia di Francis Ford - cortometraggio (1916)
- Ashes of Remembrance, regia di Allen Holubar - cortometraggio (1916)
- The Eel
- The Heritage of Hate
- Married a Year, regia di John McDermott - cortometraggio (1916)
- The Reward of the Faithless, regia di Rex Ingram (1917)
- A Dream of Egypt, regia di Marshall Stedman - cortometraggio (1917)
- Painted Lips, regia di Edward J. Le Saint (1918)
- Nobody's Wife, regia di Edward LeSaint (1918)
- La goccia scarlatta (The Scarlet Drop), regia di John Ford (1918))
- Who Will Marry Me?, regia di Paul Powell (1919)
- Whom the Gods Would Destroy, regia di Frank Borzage (1919)
- The Divorce Trap, regia di Frank Beal (1919)
- A Girl in Bohemia, regia di Howard M. Mitchell (1919)
- Flame of Youth, regia di Howard M. Mitchell (1920)

- Wing Toy, regia di Howard M. Mitchell (1921)
- The Night Rose rinominato Voices of the City, regia di Wallace Worsley (1921)